# Meriem Farid
Pour les articles homonymes, voir Farid.
Meriem Farid (en arabe : مريم فريد) est une nageuse égyptienne.

## Carrière
Meriem Farid est médaillée de bronze du 800 mètres nage libre et du 400 mètres quatre nages aux Jeux africains de 1978 à Alger.
Elle remporte quatre médailles d'or aux Championnats d'Afrique de natation 1982 au Caire, en faisant la nageuse la plus médaillée de ces championnats.